# Of Mythic Worlds
Of Mythic Worlds ist ein Jazzalbum von Sun Ra & His Arkestra. Die im April 1978 wahrscheinlich bei der Left Bank Jazz Society, Baltimore, und einer Studiosession entstandenen Aufnahmen erschienen 1980 als Langspielplatte bei Philly Jazz. Die Aufnahmen wurden am 20. März 2018 in restaurierter und (durch Ergänzung eines am 1. Juni 1979 beim Moers Festival entstandenen Mitschnitts) inhaltlich veränderter Form auf Enterplanetary Koncepts wiederveröffentlicht.

## Hintergrund
Of Mythic Worlds wurde erstmals 1980 auf LP auf dem kurzlebigen Label Philly Jazz (PJ 1007) veröffentlicht, das Tom Buchler gehörte. Die einzige andere Veröffentlichung von Sun Ra auf Philly Jazz war das weithin gefeierte Lanquidity (1978). Of Mythic Worlds wurde nie auf Compact Disc herausgegeben. Die Rechte gingen 2014 an Sun Ra LLC zurück, und die digitale Überarbeitung ist die erste Neuauflage seit seinem Erscheinen 1980. Das Album enthält immer noch fünf Tracks, aber es sind nicht mehr dieselben fünf Stücke wie auf der Ursprungs-LP; so wurde etwa das Titelstück weggelassen. Irwin Chusid führte in den Liner Notes die Gründe für die Überarbeitung aus:
Sun Ra hat seine Alben oft aus nicht übereinstimmenden Quellen konfiguriert, schrieb Chusid. Tracks konnten aus verschiedenen Sessions stammen, die im Abstand von Jahren in verschiedenen Studios und mit verschiedenen Bands aufgenommen wurden. Er sollte dabei Live- und Studiomaterial kombinieren; in einigen Fällen wurde das Material solcher Produktionen in verschiedenen Jahrzehnten verwendet. Auf der Original-LP-Hülle von Of Mythic Worlds waren keine Aufnahmedaten angegeben, obwohl „recorded in Chicago“ unter den beiden Titeln auf Seite B stand, was wohl eine typische „Sun-Ra-Fehlleistung“ gewesen sei, so Irwin Chusid.
In dem diskografischen Werk Earthly Recordings of Sun Ra von Robert L. Campbell und Christopher Trent (2. Auflage 2000) heißt es: „Die Eigentümer von Philly Jazz wussten nichts über die Ursprünge des Bandes.“ Trent schrieb später: „Das Album hat die Matrixnummern 9791A und 9791B. Dies sind vermutlich die Daten für die Philly-Jazz-Übertragung der Bänder und/oder das Remastering. Früher haben uns diese Nummern in die Irre geführt, zu glauben, dass dies Aufnahmedaten sein könnten.“ Rick Barry von Philly Jazz schrieb im Juni 1980 an Hartmut Geerken, einen Forscher und Freund von Sun Ra: „Ich fürchte, ich kenne weder das Personal noch das Aufnahmedatum von Of Mythic Worlds, und ich bin mir nicht sicher, ob es irgendjemand weiß. Sun Ra war nicht sicher, welches Personal dabei anwesend ist.“
Durch das Studium der Musikaufführung auf Seite A war Campbell schließlich in der Lage, das Personal zu identifizieren. Durch die Verfolgung der Anstellungen dieser Musiker beim Arkestra und den Vergleich des Personals mit bekannten Tourneedaten wurde festgestellt, dass diese drei Titel – „Maya Temples“, „Over the Rainbow“ und „Inside the Blues“ – wahrscheinlich um den April 1978 herum aufgenommen wurden, wohl in der Left Bank Jazz Society in Baltimore. Teile dieses Konzerts wurden 1980 in den Film „A Joyful Noise“ von Robert Mugge aufgenommen, der dabei half, die Besetzung zu identifizieren. Allerdings waren die Titel auf Seite B – „Intrinsic Energies“ und „Of Mythic Worlds“ – so etwas wie ein Mysterium. Sie sind nicht live entstanden – es handelt sich um Studioaufnahmen. Sie klingen anders als der Inhalt von Seite A, mit unterschiedlichem Personal und Instrumentierung. Tatsächlich klingen sie nicht aus derselben Zeit stammend, so Chusid.
Michael D. Anderson vom Sun Ra Music Archive ist der Ansicht, dass die beiden Tracks auf Seite B tatsächlich unveröffentlichte Tracks von den Sessions zu Pathways to Unknown Worlds waren, die in den Variety Studios in New York aufgenommen wurden (1972 laut Anderson, nicht 1973, wie auf Earthly Recordings angegeben). Pathways wurde 1975 als Teil eines Lizenzabkommens von Sun Ra und Manager Alton Abraham mit ABC-Dunhill Records 1975 auf Impulse! Records veröffentlicht. Nachdem Anderson die Hinweise dafür (einschließlich Personal, Instrumente und Kompositions-/Arrangementstile) überprüft hatte, schrieb Christopher Trent 2014 im gemeinsam mit Geerken herausgegebenen Buch Omniverse Sun Ra: „Bei einer Neubewertung [der Tracks] stammen sie tatsächlich von einer Studioaufnahme, nicht von einer Probe oder Live-Aufnahme, und der Sound und Musikstil von Sun Ras Elektronik sind mit dem Datum 1973 [sic] kompatibel.“ Aus diesen Gründen wurden diese beiden Stücke in der digitalen Neuauflage weggelassen; sie wurden der Neuauflage von Pathways to Unknown Worlds des Labels Modern Harmonic (2019) zugewiesen.
Anstelle dieser beiden Titel haben die beiden Herausgeber zwei bisher unveröffentlichte Medleys in das Album aufgenommen, die Sun Ra mit einem ungewöhnlich besetzten Quartett (mit drei Trompetern) 1979 beim Moers Festival in Westdeutschland aufgeführt hatte. Die Aufnahmequalität ist ausgezeichnet (es handelt sich um eine Aufnahme des WDR), die Darbietungen sind zeitlich relativ nahe in der Sun-Ra-Chronologie, und das Repertoire ist aus Sicht der Herausgeber mit den drei anderen Live-Tracks von Of Mythic Ways kompatibel. Ein Teil des Auftritts aus Moers wurde in einer 14-minütigen Rundfunksendung übertragen, in der auch die Besetzung angesagt wurde. Ein weiterer Titel aus dem Konzert vom 1. Juni 1979, eine Solo-Piano-Version von „Over the Rainbow“, ist als Bonustrack auf der digitalen Ausgabe des Sun-Ra-Solo-Piano-Albums Aurora Borealis enthalten.
Das Sun Ra Music Archive besitzt keine Masterbänder von Of Mythic Worlds; daher wurden die Transfers für die Digitalisierung von Philly Jazz-Vinyl-LPs aus zwei verschiedenen Quellen geschaffen. Die Übertragungen hatten eine vergleichbare Audioqualität und in leiseren Abschnitten ein identisches Brummen wie bei der Originalpressung. Das Brummen wurde bei der Restaurierung minimiert. Die Titel 1 bis 3 stammten von einer Vinylübertragung einer original Philly-Jazz-LP aus der Sammlung von Craig Koon durch Timothy Stollenwerk; die Titel 4 und 5 von Christopher Trent aus dessen Sammlung von Sun-Ra-Aufnahmen. Die digitale Audiorestaurierung erfolgte durch Irwin Chusid, mit zusätzlicher Restaurierung auf den Titeln 1–3 durch Bro. Kleve.

## Zur Musik des Albums
Das Album beginnt mit dem langsamen, gewundenen „Maya Temples“, in dem Sun Ra Orgel spielt und Marshall Allen Flöte, schrieb Roz Milner. Im Hintergrund agieren Danny Davis, Eloe Omoe und Danny Ray Thompson ein kurvenreiches Riff und die drei Perkussionisten bauen einen stampfenden Rhythmus auf. Das folgende „Over the Rainbow“ erhält eine bombastische Einleitung der gesamten Band, bevor Sun Ra einen  Solo spielt. Wenn die Band nach ein paar Minuten einspringt, spielt das Arkestra einem swingenden, traditionell anmutenden Stil; „Inside the Blues“ übernimmt diese Spielhaltung und baut sie mit seinem treibenden Rhythmus und mit Sun Ra auf, der einige ausgedehnte Piano-Lead-Figuren übernimmt. An dieser Stelle wechselt das Album zu einer Aufführung zu zwei Stücken seines Combo-Auftritts in Moers. „Space Is the Place“ lässt die Band in einem Gruppengesang singen, bevor sich Bläserriffs und Gesang abwechseln. Das zweite Medley hat mehr davon: Gesänge, dann etwas langsame Musik (die Blechbläser Curt Pulliam und Michael Ray geben ihr eine besondere Note), bevor die Band geschickt zu etwas übergeht, das Doo Wop ähnelt, mit swingenden Vocals und Händeklatschen und ein Publikum, das völlig engagiert klingt.

## Titelliste
- Sun Ra: Of Mythic Worlds (Philly Jazz – PJ 1007)[4]

1. Mayan Temples	7:48
2. Over The Rainbow	5:15
3. Inside The Blues	5:45
4. Intrinsic Energies	8:40
5. Of Mythic Worlds	12:55

- Sun Ra: Of Mythic Worlds (Enterplanetary Koncepts)[5]

1. Sun Ra & His Arkestra - Mayan Temples 7:44
2. Sun Ra & His Arkestra - Over the Rainbow (Harold Arlen, Yip Harburg) 5:13
3. Sun Ra Trio - Inside the Blues 5:27
4. Sun Ra Quartet - When There Is No Sun / Space is the Place 4:17
5. Sun Ra Quartet - Door of the Cosmos / Hail, Hail, the Gang's All Here / We Travel the Spaceways 5:38

Wenn nicht anders vermerkt, stammen die Kompositionen von Sun Ra. „Hail, Hail, the Gang's All Here“ ist ein von Ra arrangiertes Lied von 1917, das auf einer Komposition von Arthur Sullivan basiert.

## Rezeption
Sean Westergaard verlieh dem Album in Allmusic dreieinhalb Sterne und schrieb, Of Mythic Worlds sei ein großartiges Album, das wie eine Studiosession klinge. „Maya Temples“ ist ein tolles Stück: langsam und exotisch mit viel Flöten und Bassklarinette. Es folge darauf eine schöne Version des Standards „Over the Rainbow“, dann ein großartiges Piano-Feature namens „Inside the Blues“. Seite zwei des Albums sei etwas stärker experimentell, wobei „Intrinsic Energies“ wie eine Art „Space-Bebop“ klinge, während „Of Mythic Worlds“ ein großartiges Feature für John Gilmore sei.
Roz Milner (Bearded Gentlemen Music) schrieb in einer Doppelbesprechung von Of Abstract Dreams und Of Mythic Worlds, mittels dieser beiden Platten, die jeweils kaum mehr als lockere Sessions seien, würden den Hörern lediglich Skizzen von Sun Ra und seiner Musik präsentiert. Doch wenn sie zusammengenommen werden, entstehe ein Bild. Im Laufe seiner langen Karriere habe Sun Ras Musik aus allen möglichen Einflüssen und Stilen geschöpft. Und wie das die Kompilation Singles: The Definitive 45s Collection 1952–1991  zeige, hatte er keine Angst, sich an einem von ihnen zu versuchen. Aber als er von den Zwängen des Albumformats befreit war, habe Sun Ra und seine Band Stile und Formen kombiniert und sie zu einer Musik gemischt, die unverwechselbar seine war. Es gab sicher Vorgänger, und es gab Leute, die einem ähnlichen Weg gefolgt sind. Aber wenn er und seine Band unterwegs waren, saßen sie ganz für sich allein in einem Flugzeug. Beide Alben würden das zeigen, jedes auf seine Art.